# Backtracks
Backtracks è un cofanetto del gruppo rock australiano AC/DC. È stato pubblicato il 10 novembre 2009 e prodotto in due edizioni: Backtracks e AC/DC Backtracks Collector's Box Set.
Il primo cofanetto consiste in due CD contenenti varie rarità del repertorio storico degli AC/DC e un DVD in cui è presente il terzo episodio di Family Jewels, mentre il secondo cofanetto consiste in 3 CD, due DVD e un LP di materiale raro, un booklet di alta qualità dalla copertina rigida composto da 164 pagine di foto e dei memorabilia dei primi tour della band, il tutto contenuto in un amplificatore perfettamente funzionante.

## Tracce

### Backtracks

#### CD 1 - Studio Rarities
1. Stick Around 04:40
2. Love song 05:15
3. Fling thing 02:00
4. R.I.P. (Rock In Peace) 03:36
5. Carry me Home 03:57
6. Crabsody in blue 04:44
7. Cold Hearted Man 03:36
8. Snake Eye 03:17
9. Borrowed Time 03:46
10. Down on the borderline 04:15
11. Big Gun 04:20
12. Cyberspace 02:56

#### CD 2 - Live Rarities
1. Dirty deeds done dirt cheap (Live) 05:11
2. Dog Eat Dog (Live) 04:30
3. Live Wire (Live) 05:06
4. Shot down in flames (Live) 03:29
5. Back in black (Live) 04:20
6. T.N.T. (Live) 03:53
7. Let there be rock (Live) 07:31
8. Guns For Hire (Live) 05:23
9. Rock And Roll Ain't Noise Pollution (Live) 04:12
10. This house is on fire (Live) 03:23
11. You shook me all night long (Live) 03:27
12. Jailbreak (Live) 13:22
13. Highway to hell (Live) 04:00
14. For Those About To Rock (Live) 06:56
15. Safe In New York City (Live) 03:55

### Backtracks Collector's Box Set

#### CD1 (Studio Rarities)
1. High Voltage (Original Australian Full Edit)
2. Stick Around
3. Love Song
4. It's A Long Way To The Top (If You Wanna Rock ‘N' Roll) (Original Australian Full Edit)
5. Rocker (Original Australian Full Edit)
6. Fling Thing
7. Dirty Deeds Done Dirt Cheap (Original Australian Full Edit)
8. Ain't No Fun (Waiting Around To Be A Millionaire)  (Original Australian Full Edit)
9. R.I.P. (Rock In Peace)
10. Carry Me Home
11. Crabsody In Blue
12. Cold Hearted Man
13. Who Made Who (12-inch extended mix)
14. Snake Eye
15. Borrowed Time
16. Down On The Borderline
17. Big Gun
18. Cyberspace

#### CD 2 (Live B-Sides)
1. Dirty Deeds Done Dirt Cheap (Sydney Festival 1/30/77)
2. Dog Eat Dog (Apollo 4/30/78)
3. Live Wire (Hammersmith Odeon 11/2/79)
4. Shot Down In Flames (Hammersmith Odeon 11/2/79)
5. Back In Black (Landover, MD 12/21/81)
6. TNT (Landover, MD 12/21/81)
7. Let There Be Rock (Landover, MD 12/21/81)
8. Guns For Hire (Detroit, MI 11/18/83)
9. Sin City (Detroit, MI 11/18/83)
10. Rock And Roll Ain't Noise Pollution (Detroit, MI 11/18/83)
11. This House Is On Fire (Detroit, MI 11/18/83)
12. You Shook Me All Night Long (Detroit, MI 11/18/83)
13. Jailbreak (Dallas, TX 10/12/85)
14. Shoot To Thrill (Donington Park, 8/17/91)
15. Hell Ain't A Bad Place To Be (Donington Park 8/17/91)

#### CD 3 (Live B-Sides)
1. High Voltage (Donington Park 8/17/91)
2. Hells Bells (Donington Park 8/17/91)
3. Whole Lotta Rosie (Donington Park 8/17/91)
4. Dirty Deeds Done Dirt Cheap (Donington Park 8/17/91)
5. Highway To Hell (Moscow 9/28/91)
6. Back In Black (Moscow 9/28/91)
7. For Those About To Rock (We Salute You) (Moscow 9/28/91)
8. Ballbreaker (Madrid 7/10/96)
9. Hard As A Rock (Madrid 7/10/96)
10. Dog Eat Dog (Madrid 7/10/96)
11. Hail Caesar (Madrid 7/10/96)
12. Whole Lotta Rosie (Madrid 7/10/96)
13. You Shook Me All Night Long (Madrid 7/10/96)
14. Safe In New York City (Phoenix, AZ 9/13/2000)